# Cecil Powell
Cecil Frank (C. F.) Powell, född 5 december 1903 i Tonbridge, Kent, England, död 9 augusti 1969 i Bellano vid Comosjön i Lombardiet, Italien, var en brittisk fysiker som tilldelades Nobelpriset i fysik 1950 för sin utveckling av en fotografisk metod för att studera subatomära partiklar, vilket ledde till att han var med och upptäckte pionen 1947.

## Biografi
Powell var son till vapensmeden Frank och Elizabeth Caroline (född Bisacre) Powell. Han utbildades vid en lokal grundskola innan han fick ett stipendium till Judd School, Tonbridge. Därefter studerade han vid Sidney Sussex College i Cambridge och tog examen 1925 i naturvetenskap. Efter att ha tagit sin kandidatexamen arbetade han vid Cavendishlaboratoriet, Cambridge, under handledning av C.T.R. Wilson och Ernest Rutherford med forskning om kondensationsfenomen och doktorerade i fysik 1929.
År 1932 gifte sig Powell med Isobel Artner och paret fick två döttrar, Jane och Annie.

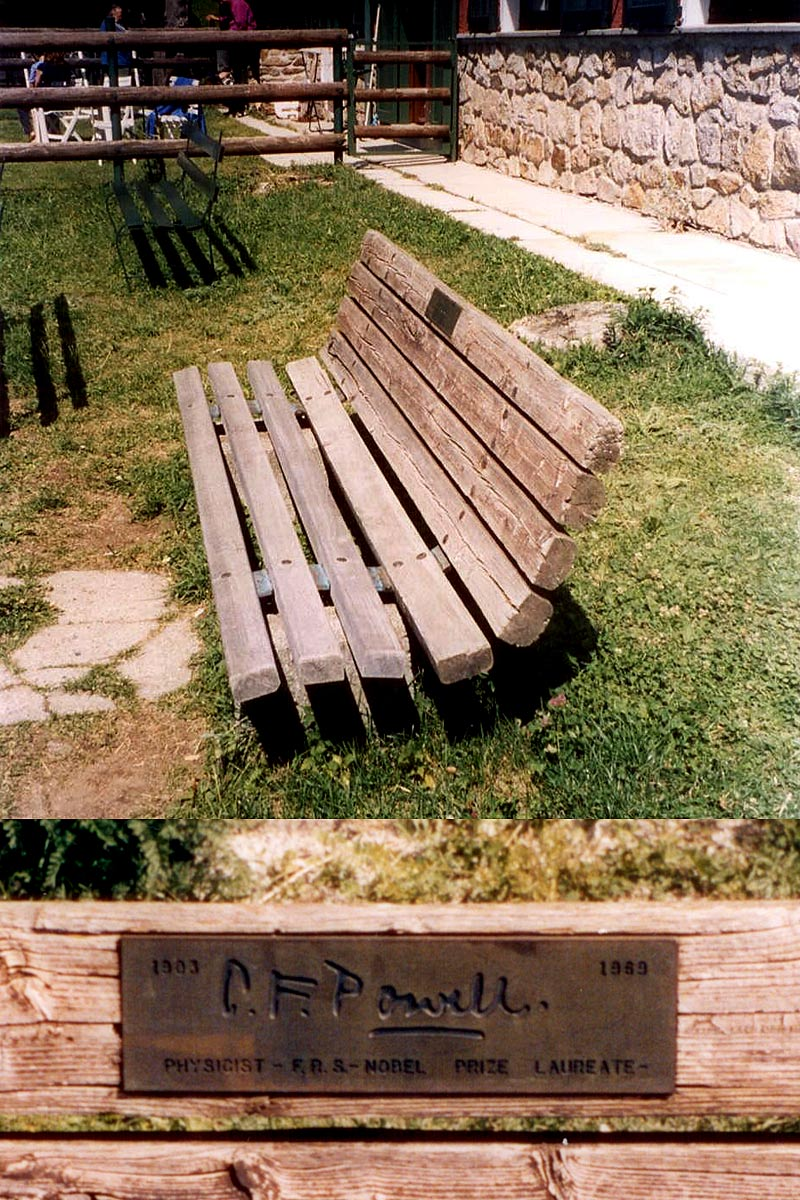
Minnesbänk tillägnad Powell utanför restaurangen Capanna Vittoria, på Alpe Giumello, i Casargo, Italien.

Powell dog medan han var på semester med sin hustru i Valsassina-regionen i Italien, boende i ett hus i Sanico, i provinsen Lecco. Nära slutet av en vandring vid foten av Alperna, drabbades han av en hjärtattack.

## Karriär och vetenskapligt arbete
År 1928 tillträdde Powell en tjänst som forskningsassistent till A.M. Tyndall vid H.H. Wills Physical Laboratory vid Universitetet i Bristol, senare utnämnd till lektor, och 1948 utnämndes Melville Wills till professor i fysik. År 1936 deltog han i en expedition till Västindien som en del av en studie av vulkanisk aktivitet, och där han förekommer på ett frimärke utfärdat i Grenada.
Under sin tid vid Bristol University inriktade Powell sig på utvecklingen av tekniker för att mäta rörligheten hos positiva joner för att fastställa jonernas natur i vanliga gaser och för konstruktion och användning av en Cockcroft-Walton generator för att studera spridningen av atomkärnor. Han började också utveckla metoder som använde specialiserade fotografiska emulsioner för att underlätta registreringen av spåren av elementarpartiklar, och började 1938 tillämpa denna teknik på studier av kosmisk strålning, genom att exponera fotografiska plåtar på hög höjd, på toppen av berg eller genom användning av specialkonstruerade ballonger, i samarbete med Giuseppe "Beppo" Occhialini, Hugh Muirhead och den unga brasilianska fysikern César Lattes. Detta arbete ledde 1947 till upptäckten av pionen, som visade sig vara den hypotetiska partikel som Hideki Yukawa förutsagt 1935 i sin teori om kärnfysik.
År 1949 valdes Powell till stipendiat i Royal Society och fick sällskapets Hughesmedalj samma år. År 1950 tilldelades han Nobelpriset i fysik "för sin utveckling av den fotografiska metoden för att studera kärnprocesser och sina upptäckter om mesoner gjorda med denna metod". César Lattes arbetade med honom vid tidpunkten för upptäckten och hade förbättrat känsligheten hos den fotografiska emulsionen. Debendra Mohan (DM) Bose (brorson till Sir J.C. Bose) och Chowdhuri publicerade tre på varandra följande artiklar i Nature, men kunde inte fortsätta ytterligare undersökningar på grund av "bristande tillgänglighet av känsligare emulsionsplåtar under krigsåren. Faktum är att den uppmätta massan av partikeln av Bose och Chowdhuri var mycket nära det accepterade värdet mätt av Powell som använde förbättrade "fullton"-plåtar. Från 1952 utsågs Powell till chef för flera expeditioner till Sardinien och Po-dalen i Italien, för ballongflygningar på hög höjd.
År 1955 satte Powell, även medlem i World Federation of Scientific Workers, sin signatur under Russell-Einsteinmanifestet som lades fram av Bertrand Russell, Albert Einstein och forskaren Józef Rotblat. Han var även involverad i förberedelserna för den första Pugwash-konferensen om vetenskap och världsfrågor.
År 1961 mottog Powell Royal Medal och arbetade i den vetenskapliga politiska kommittén för Europeiska organisationen för kärnforskning (Cern) det året, och 1967 tilldelades han Lomonosovs guldmedalj av Sovjetunionens vetenskapsakademi (nu Rysslands Vetenskapsakademi) "för enastående prestationer inom elementarpartiklarnas fysik".

## Utmärkelser och hedersbetygelser
- Hughesmedaljen,  1949
- Nobelpriset i fysik,  1950[4][5]
- Hedersdoktor vid Universitetet i Bordeaux,  1952[6]
- Bakerföreläsningen,  1957
- Royal Medal,  1961
- Lomonosov-guldmedaljen,  1967[7]
- Guthries medalj och pris,  1969[8]
- Fellow of the Royal Society
- Royal Society Bakerian Medal

[Redigera Wikidata]
- Cecil F. Powell Memorial Medal namngavs till hans ära av European Physical Society.
- I oktober 2011 installerades en ny minnesplakett i Downside Road, Bristol.[13]
- Judd School, Tonbridge,[11] fick ett av sina fyra hus uppkallat efter Powell (husets färg är grön), från 2008-2017. Skolan delar också ut Powell Physics and Mathematics Prize till en övre sjätteklasstudent varje år till hans ära. Dessutom hedras Powell av den lokala filialen av Pizza Express, som är tillägnad honom och ett porträtt av Powell hänger i restaurangen.
- År 2013 reste International Inner Wheel Club of Lecco, i Lombardiet, norra Italien, en skylt till minne av Powell, nära där han dog, på restaurangen Capanna Vittoria, på Alpe Giumello, i Casargo.[14]